# Wiktor Amadeusz II
Wiktor Amadeusz II (ur. 14 maja 1666 w Turynie, zm. 31 października 1732 w Moncalieri) – władca z dynastii sabaudzkiej. Książę Sabaudii (1675–1730), król Sycylii (1713–1720), król Sardynii (1720–1730).

## Życiorys
Urodził się w Turynie jako syn Karola Emanuela II, księcia Sabaudii i jego drugiej żony – Marii Joanny Baptisty de Savoie-Nemours. Jej rządy jako regentki poskutkowały uzyskaniem w księstwie silnych wpływów przez Francję Ludwika XIV. Przejąwszy rządy, Wiktor Amadeusz jako władca słabego i mało liczącego się państwa, zmuszony był stale lawirować pomiędzy wpływami i celami politycznymi dwóch zachodnioeuropejskich potęg (Francji Burbonów i Austrii Habsburgów), w których orbicie się znajdował. Będąc dobrym politykiem, potrafił zręcznie rozgrywać sytuacje geopolityczne, przeciwstawiając sobie silniejszych partnerów.

### Początek rządów
Tuż po objęciu władzy został zmuszony – zgodnie z nietolerancyjną polityką wyznaniową Ludwika XIV – do podjęcia działań represyjnych wobec zamieszkujących Piemont waldensów. Wycofał się z nich jednak wskutek wzmożenia nacisków francuskich po wybuchu wojny Ludwika XIV z Ligą Augsburską: francuski monarcha wprawdzie obiecywał mu Lombardię, ale nieufny, zarazem żądał wpuszczenia jego wojsk do piemonckich twierdz włącznie z Turynem. Odmawiając, Wiktor Amadeusz przeszedł w 1690 na stronę Ligi, rezygnując z prześladowań innowierców i stając się z konieczności uczestnikiem wojny dziewięcioletniej. Mimo porażek doznawanych przez wojska sabaudzkie (pod Staffardą w 1690 i Marsaglią w 1693), Francuzom nie udało się trwale opanować jego ziem, a książę w tajemnicy przed sojusznikami ostatecznie rozpoczął z Francją rokowania, zakończone zawarciem separatystycznego pokoju w Pinerolo (1696). Na mocy jego postanowień sabaudzkiemu władcy oddano ufortyfikowane Pinerolo, a wcześniej odstąpione Francuzom (1681) Casale przywrócono Księstwu Mantui, co od Sabaudii odsunęło bezpośrednie zagrożenie francuskie.

### Zdobycze terytorialne
Wskutek tego początek wojny o hiszpańską sukcesję zastał Księstwo Sabaudii-Piemontu wraz z Mantuą w obozie antykoalicyjnym, po stronie Burbonów. Jednakże najpierw zupełne zignorowanie przez Ludwika XIV pretensji także Wiktora Amadeusza do sukcesji hiszpańskiej, a potem odmowa przyznania mu Lombardii, doprowadziły do podjęcia rozmów z habsburskim Wiedniem, gdzie za cenę zmiany sojuszu obiecywano Montferrat z częścią Lombardii oraz inne możliwe nabytki kosztem Francuzów. Po prewencyjnym rozbrojeniu przez księcia Vendôme oddziałów piemonckich w służbie francuskiej, Wiktor Amadeusz w listopadzie 1703 jawnie przeszedł na stronę przeciwną, wypowiadając wojnę Francji. Jej ówczesna przewaga militarna poskutkowała opanowaniem w 1704 Sabaudii, w 1705 większości Piemontu z decydującym dla przyszłości oblężeniem Turynu w 1706. Jednakże po odwołaniu ks. Vendôme do Flandrii i nadejściu odsieczy w postaci wojsk cesarskich i sabaudzkich, Francuzi ponieśli dotkliwą klęskę w bitwie pod Turynem, czego bezpośrednim skutkiem była ewakuacja ich wojsk z północnych Włoch (1707). Wiktor Amadeusz mógł przejąć Casale z innymi obiecanymi mu obszarami.  
Również zakończenie tej wojny traktatami pokojowymi w Utrechcie (1713) i Rastatt (1714) oznaczało dla niego prestiżowy sukces w postaci poważnych zdobyczy: wraz z tytułem królewskim otrzymał Sycylię (odstąpioną Austrii w 1720 w zamian za Sardynię) oraz prawo do korony Hiszpanii po wygaśnięciu francuskiej linii Burbonów. Wśród nabytków terytorialnych ponadto cały Montferrat, Alessandrię, Valenzę, Lomellinę i Valsezję, a od Francji – doliny Fenestrelle i Oulx (w zamian za Barcelonnette).

### Polityka wewnętrzna
Niekorzystne położenie Sabaudii na styku interesów dwóch mocarstw wcześnie kazało zwrócić uwagę na rozwój sił defensywnych i potencjału militarnego kraju: podjęte w tym kierunku wysiłki sprawiły, że sabaudzka armia uchodziła za najlepszą we Włoszech. Warunkiem wstępnym było jednak usprawnienie administracji i powiązany z tym wzrost dochodów państwa, co w istocie stanowiło genezę szerszych reform dokonanych przez Wiktora Amadeusza II.
Po uzyskaniu statusu królestwa władca skupił się na ograniczeniu przywilejów szlachty i duchowieństwa wraz z likwidacją immunitetów fiskalnych; dążył też do zmniejszenia zakresu autonomii regionalnej. Ograniczono rolę kościoła w działalności edukacyjnej i charytatywnej, a powstały konflikt z papieżem Klemensem XI załagodzono zawartym w 1727 konkordatem. Zreorganizowano turyński uniwersytet (1720) z położeniem nacisku na rozwój nauk technicznych, rozwijano też sieć średniego szkolnictwa, podnosząc znaczenia języka włoskiego wobec łaciny. Opodatkowanie szlachty oparto na opracowanym katastrze, a w 1729 wprowadzono ujednolicający różne przepisy nowy kodeks prawny (niezmieniony pozostał stosunek powinności feudalnych i chłopskich obciążeń). Naśladując wzorce francuskie, powołano Radę Państwa (1717) oraz Generalną Radę Finansów, dysponującą kontrolną siecią prowincjonalnych intendentów.
Zakres podejmowanych reform dobrze uwidacznia przykład nowopozyskanej Sycylii, gdzie Wiktor Amadeusz był pierwszym władcą odwiedzającym wyspę od roku 1535. Oprócz zarządzonego spisu ludności polecił tam również przeprowadzenie spisu drzew morwowych i oliwnych oraz sporządzenie rejestru dróg i mostów, wprowadził zakaz noszenia broni (wskutek przerostu aktów bandytyzmu) i zdecydowanie zwalczał korupcję (m.in. podwajając dochody z ceł w Palermo).

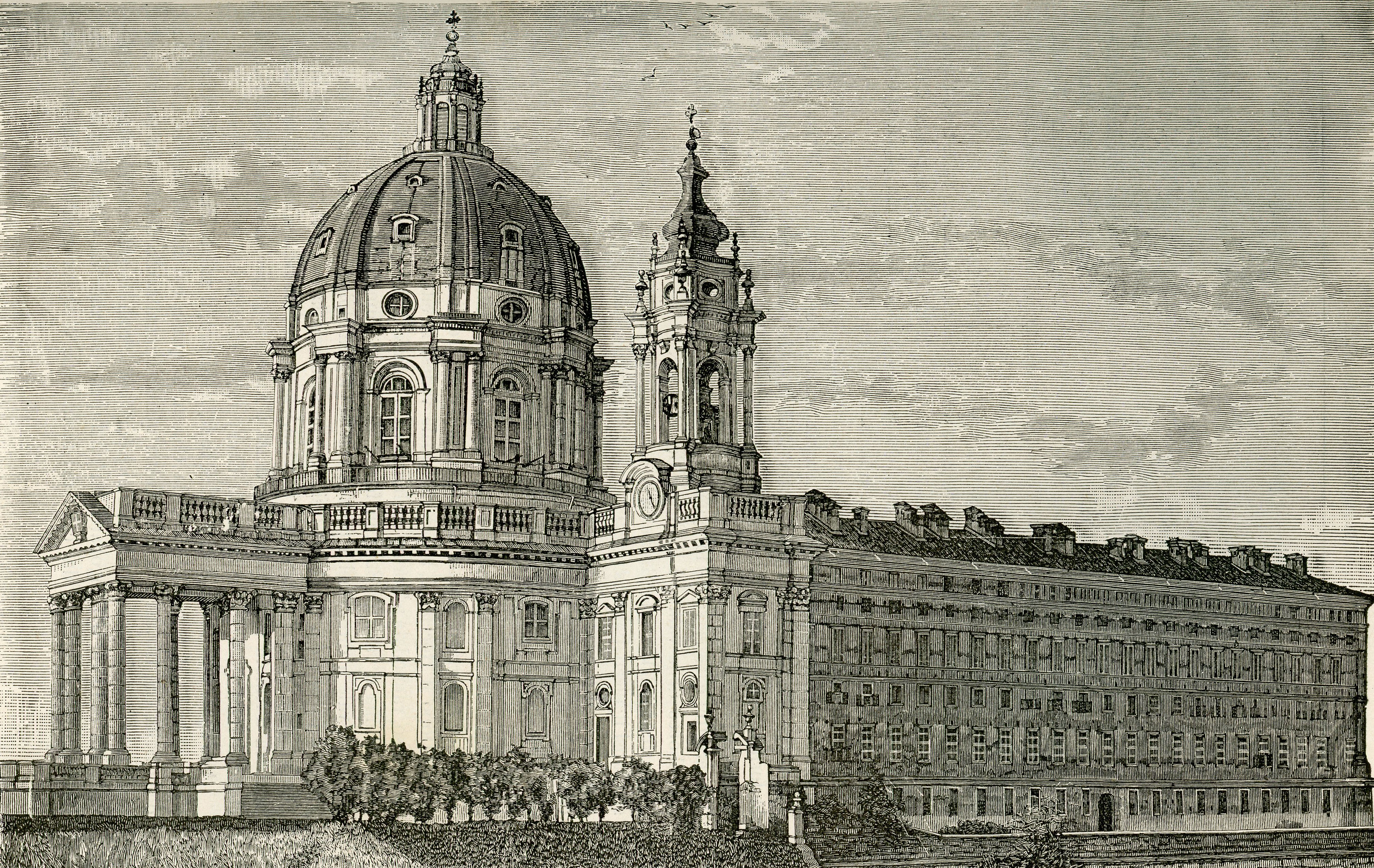
Dziękczynna bazylika z przyległym klasztorem (XIX-wieczny drzeworyt)

Poza reformą administracji władca patronował przedsięwzięciom gospodarczym, mającym na celu usprawnienie i rozwój komunikacji: za jego panowania rozwinięto sieć dróg i kanałów, rozbudowano także największy sabaudzki port – Niceę, zapewniający łączność z Sardynią. Podjęto zarówno budowę nowych twierdz (Fenestrelle), jak i rozbudowano stołeczny Turyn według nowych planów urbanistycznych. Szczególne dokonania w upiększanie miasta wniósł nadworny architekt, Sycylijczyk Filippo Juvara, będący m.in. twórcą dziękczynnej bazyliki La Superga czy przebudowy Palazzo Madama, stanowiącego wzór piemonckiego budownictwa pałacowego.   
3 września 1730 Wiktor Amadeusz II abdykował na rzecz swego młodszego syna – Karola Emanuela III.
Od 1675 władca nosił godność Wielkiego Mistrza najwyższego dynastycznego odznaczenia sabaudzkiego – Orderu Zwiastowania Najświętszej Marii Panny (tzw. Orderu Annuncjaty). Był inicjatorem i fundatorem budowy klasztoru-mauzoleum dla członków dynastii powstałego obok bazyliki La Superga.

## Małżeństwa i potomkowie

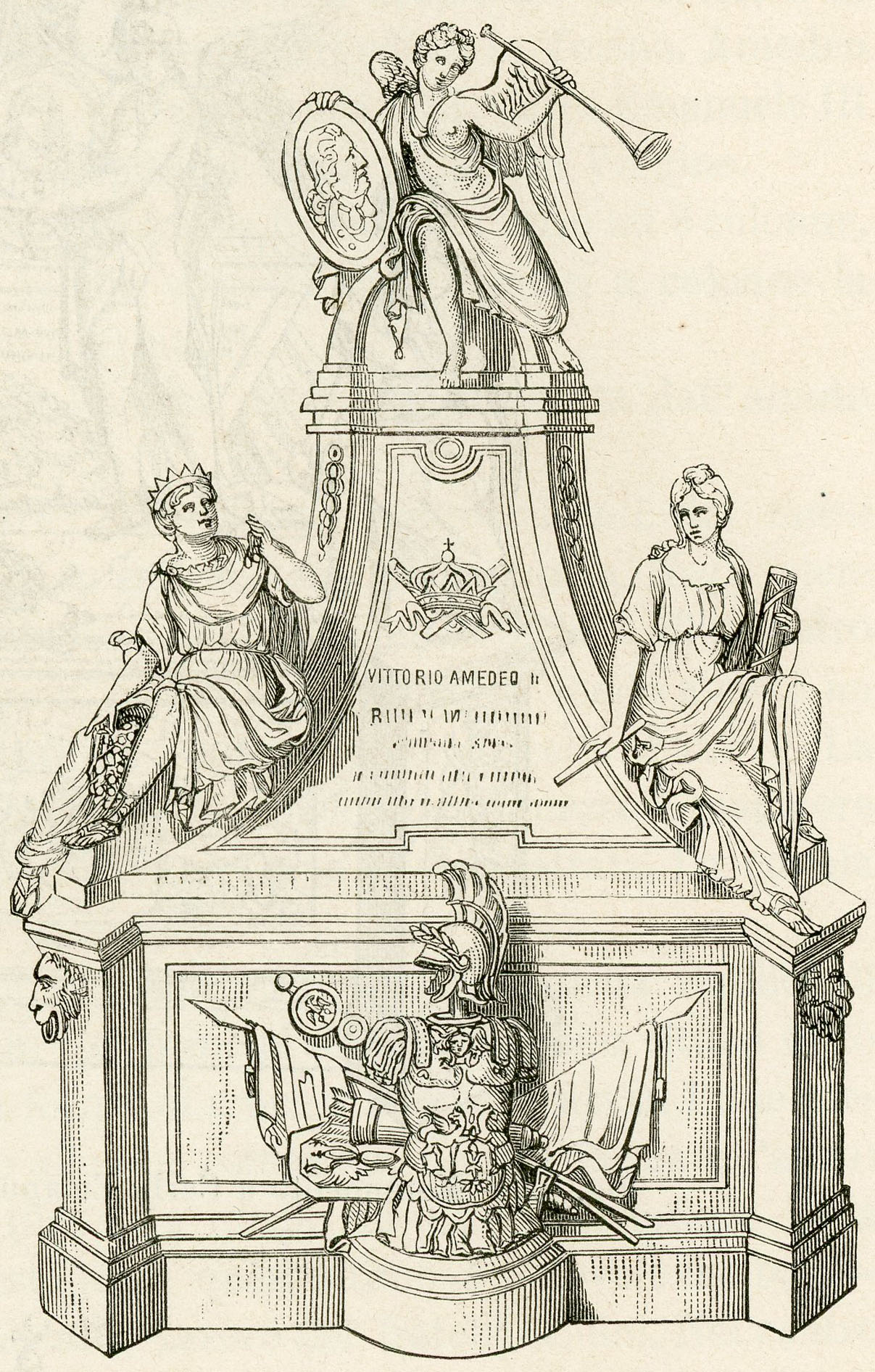
Pomnik grobowy władcy w bazylice La Superga

W 1683 ożenił się z Marią Anną Orleańską, bratanicą króla Ludwika XIV (córką księcia Orleanu – Filipa I i jego pierwszej żony – Henrietty Anny Stuart), z którą miał sześcioro potomstwa:
1. Marię Adelajdę, (1685–1712), żonę Ludwika Burbona, księcia Burgundii, „Małego Delfina” (1682–1712), syna Wielkiego Delfina – Ludwika Burbona (1661–1711) i Marii Anny Wittelsbach (1660–1690), księżniczki bawarskiej
2. Marię Annę (1687–1690)
3. Marię Ludwikę (1688–1714), pierwszą żonę króla Hiszpanii – Filipa V Burbona
4. Wiktora Amadeusza (1699–1715), księcia Piemontu
5. Karola Emanuela III (1701–1773)
6. Emanuela Filiberta (1705), księcia Chablais

Jego drugą żoną została Anna Canalis di Cumiana (ur. 1679, zm. 1769), lecz było to małżeństwo morganatyczne.
Wiktor Amadeusz II miał również 2 dzieci ze swą metresą Jeanne Baptiste d’Albret de Luynes (1670–1736):
- Wiktora Franciszka Sabaudzkiego, markiza di Susa (1694–1762)
- Marię Wiktorię Sabaudzką, markizę di Susa (1690–1766)

## Rodowód
|                    |                                         |  |                         |                                  |  |  |  |  |  |  |  | Emanuel Filibert |
|                    |                                         |  |                         |                                  |  |  |  |  |  |  |  |                  |
|                    | Karol Emanuel I Wielki                  |  |                         |                                  |  |  |  |  |  |  |  |                  |
|                    |                                         |  |                         |                                  |  |  |  |  |  |  |  |                  |
|                    |                                         |  |                         | Małgorzata Walezjuszka           |  |  |  |  |  |  |  |                  |
|                    |                                         |  |                         |                                  |  |  |  |  |  |  |  |                  |
|                    | Wiktor Amadeusz I                       |  |                         |                                  |  |  |  |  |  |  |  |                  |
|                    |                                         |  |                         |                                  |  |  |  |  |  |  |  |                  |
|                    |                                         |  |                         | Filip II Habsburg                |  |  |  |  |  |  |  |                  |
|                    |                                         |  |                         |                                  |  |  |  |  |  |  |  |                  |
|                    | Katarzyna Michalina Habsburżanka        |  |                         |                                  |  |  |  |  |  |  |  |                  |
|                    |                                         |  |                         |                                  |  |  |  |  |  |  |  |                  |
|                    |                                         |  |                         | Elżbieta Walezjuszka             |  |  |  |  |  |  |  |                  |
|                    |                                         |  |                         |                                  |  |  |  |  |  |  |  |                  |
|                    | Karol Emanuel II                        |  |                         |                                  |  |  |  |  |  |  |  |                  |
|                    |                                         |  |                         |                                  |  |  |  |  |  |  |  |                  |
|                    |                                         |  |                         | Antoni Burbon-Vendôme            |  |  |  |  |  |  |  |                  |
|                    |                                         |  |                         |                                  |  |  |  |  |  |  |  |                  |
|                    | Henryk IV Burbon                        |  |                         |                                  |  |  |  |  |  |  |  |                  |
|                    |                                         |  |                         |                                  |  |  |  |  |  |  |  |                  |
|                    |                                         |  |                         | Joanna III z Nawarry             |  |  |  |  |  |  |  |                  |
|                    |                                         |  |                         |                                  |  |  |  |  |  |  |  |                  |
|                    | Krystyna Maria Burbon                   |  |                         |                                  |  |  |  |  |  |  |  |                  |
|                    |                                         |  |                         |                                  |  |  |  |  |  |  |  |                  |
|                    |                                         |  |                         | Franciszek I Medyceusz           |  |  |  |  |  |  |  |                  |
|                    |                                         |  |                         |                                  |  |  |  |  |  |  |  |                  |
|                    | Maria Medycejska                        |  |                         |                                  |  |  |  |  |  |  |  |                  |
|                    |                                         |  |                         |                                  |  |  |  |  |  |  |  |                  |
|                    |                                         |  |                         | Joanna Habsburżanka              |  |  |  |  |  |  |  |                  |
|                    |                                         |  |                         |                                  |  |  |  |  |  |  |  |                  |
| Wiktor Amadeusz II |                                         |  |                         |                                  |  |  |  |  |  |  |  |                  |
|                    |                                         |  |                         |                                  |  |  |  |  |  |  |  |                  |
|                    |                                         |  | Jakub Sabaudzki-Nemours |                                  |  |  |  |  |  |  |  |                  |
|                    |                                         |  |                         |                                  |  |  |  |  |  |  |  |                  |
|                    | Henryk I Sabaudzki-Nemours              |  |                         |                                  |  |  |  |  |  |  |  |                  |
|                    |                                         |  |                         |                                  |  |  |  |  |  |  |  |                  |
|                    |                                         |  |                         | Anna Este                        |  |  |  |  |  |  |  |                  |
|                    |                                         |  |                         |                                  |  |  |  |  |  |  |  |                  |
|                    | Karol Amadeusz Sabaudzki-Nemours        |  |                         |                                  |  |  |  |  |  |  |  |                  |
|                    |                                         |  |                         |                                  |  |  |  |  |  |  |  |                  |
|                    |                                         |  |                         | Karol Guise-Aumale               |  |  |  |  |  |  |  |                  |
|                    |                                         |  |                         |                                  |  |  |  |  |  |  |  |                  |
|                    | Anna Lotaryńska                         |  |                         |                                  |  |  |  |  |  |  |  |                  |
|                    |                                         |  |                         |                                  |  |  |  |  |  |  |  |                  |
|                    |                                         |  |                         | Maria Lotaryńska                 |  |  |  |  |  |  |  |                  |
|                    |                                         |  |                         |                                  |  |  |  |  |  |  |  |                  |
|                    | Maria Joanna Baptysta Sabaudzka-Nemours |  |                         |                                  |  |  |  |  |  |  |  |                  |
|                    |                                         |  |                         |                                  |  |  |  |  |  |  |  |                  |
|                    |                                         |  |                         | Henryk IV Burbon                 |  |  |  |  |  |  |  |                  |
|                    |                                         |  |                         |                                  |  |  |  |  |  |  |  |                  |
|                    | Cezar Burbon-Vendôme                    |  |                         |                                  |  |  |  |  |  |  |  |                  |
|                    |                                         |  |                         |                                  |  |  |  |  |  |  |  |                  |
|                    |                                         |  |                         | Gabriela z Estrées               |  |  |  |  |  |  |  |                  |
|                    |                                         |  |                         |                                  |  |  |  |  |  |  |  |                  |
|                    | Elżbieta Burbon                         |  |                         |                                  |  |  |  |  |  |  |  |                  |
|                    |                                         |  |                         |                                  |  |  |  |  |  |  |  |                  |
|                    |                                         |  |                         | Filip Emanuel Lotaryński-Mercœur |  |  |  |  |  |  |  |                  |
|                    |                                         |  |                         |                                  |  |  |  |  |  |  |  |                  |
|                    | Franciszka Lotaryńska-Mercœur           |  |                         |                                  |  |  |  |  |  |  |  |                  |
|                    |                                         |  |                         |                                  |  |  |  |  |  |  |  |                  |
|                    |                                         |  |                         | Maria Luksemburska               |  |  |  |  |  |  |  |                  |
|                    |                                         |  |                         |                                  |  |  |  |  |  |  |  |                  |